# Asemostera enkidu
Asemostera enkidu is een spinnensoort uit de familie hangmatspinnen (Linyphiidae). De soort komt voor in Colombia en Venezuela.